# Horodeșciîna, Poliske
Horodeșciîna (în ucraineană Городещина) este un sat în comuna Volodarka din raionul Poliske, regiunea Kiev, Ucraina.

## Demografie
Componența lingvistică a localității Horodeșciîna
     Ucraineană (94,96%)
     Rusă (4,2%)
     Alte limbi (0,84%)
Conform recensământului din 2001, majoritatea populației localității Horodeșciîna era vorbitoare de ucraineană (94,96%), existând în minoritate și vorbitori de rusă (4,2%).